# Étoile Sportive du Sahel
Étoile Sportive du Sahel (Arabisch: النجم الرياضي الساحلي) is een Tunesische sportclub uit Sousse, opgericht op 11 mei 1925. De thuisbasis is het Stade Olympique de Sousse. ESS' traditionele uitrusting bestaat voornamelijk uit een rood tenue, wat hun de bijnaam "Brigade rouge" opleverde. De club speelt een vooraanstaande rol in de Tunesische voetbalcompetitie en levert vele internationals voor het nationale team. De voetbalploeg geldt als een van de beste en meest succesvolle clubs van Tunesië, Maghreb en Afrika.
De grote rivaal van l'Étoile is Espérance Tunis. Wedstrijden tussen beide clubs staan bekend als een gespannen wedstrijd tussen twee van de meest succesvolle clubs van Tunesië. Op continentaal niveau zijn vooral de Egyptische clubs Al-Ahly en Al-Zamalek belangrijke rivalen.

## Geschiedenis
L'Etoile werd op 11 mei 1925 opgericht als de islamitische club van Sousse. Hoewel het sektarische voetbal in Tunesië al sinds 1919 verboden was, bestond het nog wel gezien, zoals de stadsgenoten: het Franse Patriote de Sousse, het joodse Maccabi Sousse, het Italiaanse US Savoia en de Maltezen van Red Star.
De islamitische voetbalclub had echter nog geen naam. Voorgestelde namen waren onder meer: La Soussienne en La Musulmane. Uiteindelijk werd voor Étoile Sportive du Sahel gekozen omdat de 'ster' in de hele Sahel moest 'schitteren'. Deze keuze zorgt tevens voor een breder achterland dan alleen de stad Sousse. Op 17 juli 1925 kreeg l'Étoile van de Tunesische voetbalbond een proflicentie met het stamnummer 4922. De ploeg voegde zich bij het Tunesisch voetbalkampioenschap in het traditionele outfit bestaand uit een rood shirt met witte ster en een witte broek. Chédly Boujemla benoemd als eerste clubpresident van Étoile sportive du Sahel. De latere clubpresident Ali Larbi was toen ook werkzaam in de organisatie als penningmeester.
Na het seizoen 1959/60 werd de club opgeheven voor 2 seizoenen, daarna keerde de club terug. De club is erg succesvol en buiten nationale prijzen heeft de club ook aanzien in internationale competities. De club is negenvoudig landskampioen en won de Tunesische beker 7 keer. L'Étoile werd de eerste club uit Tunesië die de CAF Champions League in vernieuwde opzet won. Na twee verloren finales in 2004 en 2005, won ESS de hoofdprijs op 9 november 2007 in de finale tegen de Egyptische topclub en continentaal rivaal Al-Ahly. In 2007 werd l'Étoile verkozen tot "Beste Afrikaanse club" door de Afrikaanse voetbalbond.
Na de winst van de CAF Champions League in 2007, plaatste l'Étoile zich voor het WK Clubvoetbal. De Tunesische club startte met een 1-0-overwinning op het Mexicaanse CF Pachuca. In de halve finale was het Argentijnse Boca Juniors echter met 1-0 te sterk. Uiteindelijk eindigde ESS als vierde op het WK. In de troostfinale tegen het Japanse Urawa Red Diamonds speelde de club 2-2 gelijk, waarna er na strafschoppen met 4-2 verloren werd. Dit bezorgde L'étoile de vierde plaats op het WK voor clubs.
In 2008 kwam een documentaire film op dvd uit, met gedetailleerde opnames van de afgelopen acht decennia. De documentairefilm werd geregisseerd door Mokhtar Laâjimi en kreeg de naam L'étoile, un champion d'Afrique (De ster, kampioen van Afrika).

## Erelijst

### Nationaal
Championnat National Tunisien (11x)
Winnaar: 1950, 1958, 1963, 1966, 1972, 1986, 1987, 1997, 2007, 2016, 2023
Beker van Tunesië (10x)
Winnaar: 1959, 1963, 1974, 1975, 1981, 1983, 1996, 2012, 2014, 2015
Tunesische Ligabeker (1x)
Winnaar: 2005
Tunesische Supercup (3x)
Winnaar: 1973, 1986, 1987

### Maghreb
Maghreb Beker der kampioenen (1x)
Winnaar: 1972
Maghreb Beker der Bekerwinnaars (1x)
Winnaar: 1975

### Continentaal
CAF Champions League (1x)
Winnaar: 2007
Finalist: 2004, 2005
CAF Beker der Bekerwinnaars (2x)
Winnaar: 1997, 2003
CAF Cup (3x)
Winnaar: 1995, 1999, 2006
Finalist: 1996, 2001
CAF Super Cup (2x)
Winnaar: 1998, 2008
Finalist: 2003, 2005, 2006, 2007

### Internationaal
Arab Club Champions Cup (1x)
Winnaar: 2019
Finalist 1995
FIFA WK voor clubs
Halvefinalist: 2007

## Stadion
Het thuisstadion van Étoile Sportive du Sahel is het Stade Olympique de Sousse. Het stadion wordt vooral gebruikt voor de thuiswedstrijden van zowel Étoile Sportive du Sahel als Stade Soussien. Het stadion werd officieel opgeleverd in september 1973 met een stadioncapaciteit van 15.000 plaatsen. Tegenwoordig zijn er na diverse verbouwingen weer 10.000 plaatsen bijgekomen, in totaal zijn er nu precies 25.000 plaatsen, hoewel de clubpresident Moez Driss, in mei 2008 heeft aangekondigd het stadion te willen uitbreiden naar 49.000 plaatsen.

## Rivaliteit
Als een van de drie traditionele Tunesische topclubs heeft Étoile Sportive du Sahel in de loop der jaren veel rivaliteit ondervonden van andere clubs in de Ligue 1. De grootste rivalen in de competitie zijn Espérance Tunis en Club Africain. Wedstrijden tussen deze clubs staan bekend als een beladen wedstrijd tussen de meest succesvolle en dominante clubs van Tunesië. In mindere mate geldt dit ook voor de wedstrijden tegen CS Sfaxien. Op continentaal niveau zijn vooral de Egyptische topclubs Al-Ahly en Al-Zamalek belangrijke rivalen, vooral omdat deze clubs gezien worden als de gevaarlijkste titelconcurrent in de strijd om de Afrika Cup.

## E.S.S. in Afrika
| - Groep = Groepsfase - 1R = eerste ronde - 2R = tweede ronde - 3R = derde ronde |  | - 1/8 = achtste finale - 1/4 = kwartfinale - 1/2 = halve finale - F = finale |

| Seizoen | Competitie                      | Ronde | Land                        | Club                       | Score             |
| ------- | ------------------------------- | ----- | --------------------------- | -------------------------- | ----------------- |
| 1972    | Maghreb Beker der kampioenen    | 1/2   | Vlag van Algerije           | MO Constantine             | 2-0               |
|         |                                 | F     | Vlag van Algerije           | CR Belcourt                | 2-0               |
| 1974    | Maghreb Beker der kampioenen    | 1/2   | Vlag van Algerije           | JS Kabylie                 | 0-0 (v.n.s.)      |
| 1975    | Maghreb Beker der Bekerwinnaars | 1/4   | Vlag van Marokko            | Union Sidi Kacem           | 3-2               |
|         |                                 | 1/2   | Vlag van Algerije           | MC Alger                   | 4-1               |
|         |                                 | F     | Vlag van Marokko            | Chabab Mohammedia          | 0-0 (w.n.s.)      |
| 1984    | CAF Beker der Bekerwinnaars     | 1R    | Vlag van Libië              | Al Ahly Tripoli            | 1-1, 0-1          |
| 1987    | Afrikaanse beker der kampioenen | 2R    | Vlag van Nigeria            | Leventis United            | 2-1, 0-1          |
| 1988    | Afrikaanse beker der kampioenen | 1R    | Vlag van Libië              | Al Nasr Benghazi           | walk-over         |
|         |                                 | 2R    | Vlag van Algerije           | ES Sétif                   | 2-1, 0-2          |
| 1992    | CAF Beker der Bekerwinnaars     | 1R    | Vlag van Benin              | Mogas 90 FC                | 0-0, 1-1          |
| 1995    | CAF Cup                         | 1R    | Vlag van Ivoorkust          | ASC Bouaké                 | walk-over         |
|         |                                 | 2R    | Vlag van Algerije           | JS Bordj Menaiel           | 1-3, 2-0 (w.n.s.) |
|         |                                 | 1/4   | Vlag van Mozambique         | Ferroviário                | 3-0, 3-0          |
|         |                                 | 1/2   | Vlag van Tanzania           | Malindi FC                 | 1-0, 0-1 (w.n.s.) |
|         |                                 | F     | Vlag van Guinee             | AS Kaloum Star             | 0-0, 2-0          |
| 1996    | CAF Cup                         | 1R    | Vlag van Senegal            | US Ouakam                  | 4-1, 2-1          |
|         |                                 | 2R    | Vlag van Ivoorkust          | SO Armée                   | 1-2, 3-1          |
|         |                                 | 1/4   | Vlag van Kameroen           | Unisport de Bafang         | 4-1, 0-1          |
|         |                                 | 1/2   | Vlag van Congo-Kinshasa     | AS Vita Club               | 2-0, 1-2          |
|         |                                 | F     | Vlag van Marokko            | Kawkab Marrakech           | 3-1, 0-2 (v.n.s.) |
| 1997    | CAF Beker der Bekerwinnaars     | 1R    | Vlag van Burkina Faso       | Étoile Filante             | 0-3, 4-0          |
|         |                                 | 2R    | Vlag van Ghana              | Hearts of Oak              | 2-2, 4-1          |
|         |                                 | 1/4   | Vlag van Egypte             | Al Moqaouloun al-Arab      | 2-2, 2-0          |
|         |                                 | 1/2   | Vlag van Egypte             | Al Mansoura FC             | 3-0, 2-4          |
|         |                                 | F     | Vlag van Marokko            | FAR Rabat                  | 2-0, 1-0          |
| 1997    | CAF Supercup                    | F     | Vlag van Marokko            | Raja Casablanca            | 2-2 (w.n.s.)      |
| 1998    | CAF Champions League            | 1R    | Vlag van Guinee             | Kamsar                     | 2-1, 3-2          |
|         |                                 | 2R    | Vlag van Kenia              | Utalii                     | 0-1, 1-0 (w.n.s.) |
|         |                                 | Groep | Vlag van Ghana              | Hearts of Oak              | 2-1, 2-3          |
|         |                                 | Groep | Vlag van Nigeria            | Eagle Cement               | 1-2, 5-0          |
|         |                                 | Groep | Vlag van Zimbabwe           | Dynamos Harare             | 0-1, 1-0          |
| 1999    | CAF Cup                         | 1R    | Vlag van Mali               | Centre Salif Keita         | 3-0, 2-0          |
|         |                                 | 2R    | Vlag van Oeganda            | Express FC                 | 2-2, 2-0          |
|         |                                 | 1/4   | Vlag van Tunesië            | CS Sfaxien                 | 2-1, 3-3          |
|         |                                 | 1/2   | Vlag van Egypte             | Al-Zamalek                 | 2-0, 1-3          |
|         |                                 | F     | Vlag van Marokko            | Wydad Casablanca           | 1-0, 1-2          |
| 2000    | CAF Cup                         | 1R    | Vlag van Mozambique         | Chingale de Tete           | 10-0, 1-0         |
|         |                                 | 2R    | Vlag van Senegal            | CS Sénégalaise             | 3-0, 1-2          |
|         |                                 | 1/4   | Vlag van Algerije           | JS Kabylie                 | 1-0, 0-1 (v.n.s.) |
| 2001    | CAF Cup                         | 2R    | Vlag van Kenia              | Oserian Fastac             | 2-0, 4-4          |
|         |                                 | 1/4   | Vlag van Zuid-Afrika        | Ajax Cape Town             | 2-0, 1-0          |
|         |                                 | 1/2   | Vlag van Kameroen           | Cotonsport Garoua          | 3-1, 0-1          |
|         |                                 | F     | Vlag van Algerije           | JS Kabylie                 | 2-1, 0-1          |
| 2002    | CAF Beker der Bekerwinnaars     | 1R    | Vlag van Soedan             | Al-Hilal Omdurman          | 2-1, 2-0          |
|         |                                 | 2R    | Vlag van Ethiopië           | Saint George               | 1-2, 8-3          |
|         |                                 | 1/4   | Vlag van Kameroen           | Tonnerre Yaoundé           | 2-1, 0-1 (v.n.s.) |
| 2003    | CAF Beker der Bekerwinnaars     | 1R    | Vlag van Benin              | JS Pobè FC                 | walk-over         |
|         |                                 | 2R    | Vlag van Mali               | Cercle Olympique de Bamako | 4-0, 0-2          |
|         |                                 | 1/4   | Vlag van Ivoorkust          | Africa Sports National     | 1-0, 2-1          |
|         |                                 | 1/2   | Vlag van Marokko            | Wydad Casablanca           | 2-0, 1-0          |
|         |                                 | F     | Vlag van Nigeria            | Julius Berger FC           | 0-2, 3-0          |
| 2003    | CAF Supercup                    | F     | Vlag van Nigeria            | Enyimba FC                 | 0-1               |
| 2004    | CAF Champions League            | 1R    | Vlag van Marokko            | Hassania Agadir            | 2-0, 0-0          |
|         |                                 | 2R    | Vlag van Ghana              | Hearts of Oak              | 0-1, 1-0 (w.n.s.) |
|         |                                 | Groep | Vlag van Malawi             | Bakili Bullets             | 1-0, 1-1          |
|         |                                 | Groep | Vlag van Ivoorkust          | Africa Sports National     | 2-0, 2-3          |
|         |                                 | Groep | Vlag van Nigeria            | Enyimba FC                 | 1-0, 1-1          |
|         |                                 | 1/2   | Vlag van Senegal            | ASC Jeanne d'Arc           | 1-0, 1-0          |
|         |                                 | F     | Vlag van Nigeria            | Enyimba FC                 | 2-1, 1-2 (v.n.s.) |
| 2005    | CAF Champions League            | 1R    | Vlag van Senegal            | AS Douanes Dakar           | 0-0, 3-1          |
|         |                                 | 2R    | Vlag van Marokko            | FAR Rabat                  | 0-1, 2-0          |
|         |                                 | Groep | Vlag van Tunesië            | Espérance de Tunis         | 0-0, 1-1          |
|         |                                 | Groep | Vlag van Egypte             | Al-Zamalek                 | 1-1, 2-1          |
|         |                                 | Groep | Vlag van Ivoorkust          | ASEC Mimosas               | 1-1, 2-1          |
|         |                                 | 1/2   | Vlag van Marokko            | Raja Casablanca            | 1-0, 1-0          |
|         |                                 | F     | Vlag van Egypte             | Al-Ahly                    | 0-0, 0-3          |
| 2006    | CAF Champions League            | 1R    | Vlag van Zanzibar           | AS Polisi                  | 2-0, 3-0          |
|         |                                 | 2R    | Vlag van Ghana              | Hearts of Oak              | 0-1, 1-0 (v.n.s.) |
| 2006    | CAF Confederation Cup           | 1/8   | Vlag van Tanzania           | Moro United                | 4-1, 3-0          |
|         |                                 | Groep | Vlag van Tunesië            | Espérance Tunis            | 1-0, 3-1          |
|         |                                 | Groep | Vlag van Equatoriaal-Guinea | Renacimiento FC            | 2-0, 3-1          |
|         |                                 | Groep | Vlag van Congo-Kinshasa     | FC Saint Éloi Lupopo       | 4-1, 1-0          |
|         |                                 | F     | Vlag van Marokko            | FAR Rabat                  | 1-1, 0-0 (w.d.u.) |
| 2006    | CAF Supercup                    | F     | Vlag van Egypte             | Al-Ahly                    | 0-0 (v.n.s.)      |
| 2007    | CAF Champions League            | 1R    | Vlag van Guinee             | Fello Star                 | 1-0, 4-1          |
|         |                                 | 2R    | Vlag van Togo               | Maranatha FC               | 0-0, 3-0          |
|         |                                 | Groep | Vlag van Marokko            | FAR Rabat                  | 1-0, 0-0          |
|         |                                 | Groep | Vlag van Libië              | Al Ittihad Tripoli         | 0-0, 0-2          |
|         |                                 | Groep | Vlag van Algerije           | JS Kabylie                 | 3-0, 2-0          |
|         |                                 | 1/2   | Vlag van Soedan             | Al-Hilal Omdurman          | 3-0, 2-0          |
|         |                                 | F     | Vlag van Egypte             | Al-Ahly                    | 0-0, 3-1          |
| 2007    | CAF Supercup                    | F     | Vlag van Tunesië            | CS Sfaxien                 | 2-1               |
| 2008    | CAF Champions League            | 1R    | Vlag van Senegal            | AS Douanes Dakar           | 5-0, 0-3          |
|         |                                 | 2R    | Vlag van Zimbabwe           | Dynamos Harare             | 0-1, 0-1          |
| 2008    | CAF Confederation Cup           | 1/8   | Vlag van Tunesië            | Espérance Tunis            | 2-0, 0-0          |
|         |                                 | Groep | Vlag van Ghana              | Asante Kotoko              | 2-0, 2-2          |
|         |                                 | Groep | Vlag van Algerije           | JS Kabylie                 | 0-1, 2-0          |
|         |                                 | Groep | Vlag van Soedan             | Al-Merreikh Omdurman       | 0-1, 2-0          |
|         |                                 | F     | Vlag van Tunesië            | CS Sfaxien                 | 0-0, 2-2 (v.d.u.) |

## Bekende (oud-)trainers
| - Mehmed Baždarević - Faouzi Benzarti - Georges Berry - Mohamed Boudhina |  | - Bernard Casoni - Abdelmajid Chetali - Jean Fernandez - Piet Hamberg |  | - Asparuh Nikodimov - Gernot Rohr - Bernard Simondi - Ivica Todorov |

## Bekende (oud-)spelers

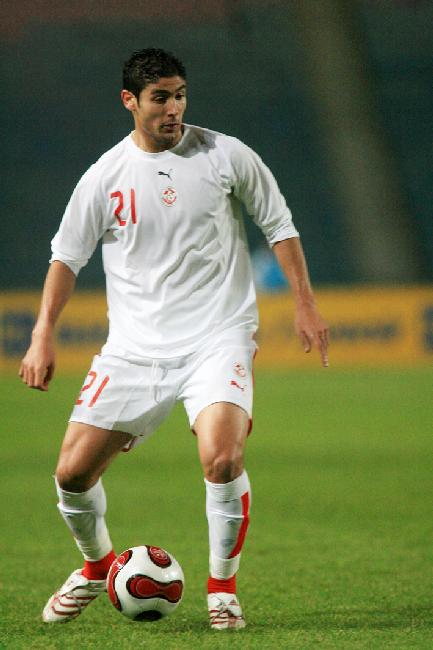
Mejdi Traoui.

| - Aymen Abdennour - Imed Ben Younes - Riadh Bouazizi - Sadat Bukari - Mohamed Chermiti - Yassine Chikhaoui - José Clayton - Limam Cissé - Austin Ejide - Kaïs Ghodhbane - Dorian Gogu |  | - Dimitri Gorkov - Karim Haggui - Ziad Jaziri - Abdul Kader Keïta - Oleg Khoujlev - Maicon - Imed Mhadhebi - Habib Mougou - Moussa Narry - Emeka Opara - Reinaldo |  | - Mohamed Sakho - Francileudo Santos - Gilson Silva - Adnène Trabelsi - Saber Trabelsi - Kandia Traoré - Majdi Traoui |